# John Jamieson Carswell Smart
John Jamieson Carswell Smart (Cambridge, 16 september 1920 – 6 oktober 2012), vaak genoemd J.J.C. Smart, is een Schots filosoof, en was professor aan de Monash University in Australië. Hij heeft bijdragen geleverd aan de metafysica, de filosofie van de geest, de godsdienstfilosofie en de politieke filosofie. Hij is met name bekend in de filosofie van de geest voor de ontwikkeling samen met Ullin Place van Identiteitstheorie. 

## Publicaties
- 1959, "Sensations and Brain Processes", Philosophical Review, 68, pp. 141-156..
- 1963, Philosophy and Scientific Realism.
- 1973, Utilitarianism : For and Against met Bernard Williams, Cambridge University Press.
- 1987, Essays Metaphysical and Moral : Selected Philosophical Papers.
- 1989, Our Place in the Universe : A Metaphysical Discussion
- 1996, Atheism and Theism (Great Debates in Philosophy), met J. J. Haldane
- 2004, "The Identity Theory of Mind", The Stanford Encyclopedia of Philosophy (Fall 2004 Edition), Edward N. Zalta (ed.).